# Ezequiel Mastrolía
Ezequiel Gastón Mastrolía (Buenos Aires, Argentina; 25 de marzo de 1991) es un futbolista argentino que se desempeña como arquero, actualmente se encuentra como arquero del Club Club Atlético Temperley de la Primera Nacional de Argentina.

## Trayectoria

### San Lorenzo
Ezequiel hizo inferiores en San Lorenzo de Almagro; aunque nunca llegó a debutar en el primer equipo por el campeonato de Primera División, llegó a estar a lo sumo en el banco de los suplentes y fue citado por el técnico Andrés Guglielminpietro para la División Reserva, llegando a ser convocado a la selección sub-20 de su país. Lo habían convocado para la Copa Ciudad de Maldonado que se desarrollaba  en la localidad balnearia de Punta del Este. Su único partido en el club de Boedo fue por la Copa Argentina 2011/12, frente al Club Villa Dálmine por los 32avos de final el 23 de noviembre de 2011, en donde San Lorenzo se impuso por 2-1. En ese partido también debutó su compañero Brian Luciatti, como defensor central. Formó parte del plantel campeón del Torneo Inicial 2013, aunque solo estuvo en el banco de suplentes en un par de partidos. Tampoco pudo participar en la Copa Libertadores obtenida en 2014.
Sin muchas oportunidades en San Lorenzo en julio de 2014 venció su contrato y al no renovársele, queda como agente libre y en agosto del mismo año arregló con el Club Comunicaciones.

### Comunicaciones
Tuvo un fugaz paso por el Club Comunicaciones en la Primera B Metropolitana en el año 2014.

### Platense
En 2015 arriba a otro club de la Primera B Metropolitana, Platense para ser titular en el torneo Campeonato de Primera B 2015 (Argentina). Su debut se produjo el 17 de febrero de 2015, en el que tuvo una noche accidentada, recibió tres goles, y en el primero fue el único responsable con un "blooper". Luego se empezó a lucir en el "Calamar", atajando 4 penales más uno que se tuvo que repetir y terminó en gol. La gente de Platense ya le ha tomado mucho cariño al ex San Lorenzo de Almagro.

### Talleres
El 24 de julio de 2017 se confirma su llegada a Talleres en condición de libre y firmando un contrato hasta junio de 2020.

### Mitre
En 2017 llega a préstamo desde Talleres para la temporada Primera B Nacional 2017-18, consiguiendo la titularidad debido a su buen desempeño.

### Ferro
El 3 de febrero de 2022 se confirma su llegada al Club Ferro Carril Oeste para disputar el Campeonato de Primera Nacional 2022 de Argentina, llega libre de su último paso y con la intención de pelear el puesto con Marcelo Miño, firma contrato hasta el 31 de diciembre del mismo  año. El 2 de junio de 2022 rescinde su contrato con la institución, siendo que estuvo en el banco de suplentes en 17 ocasiones sin ingresar un solo partido.

## Estadísticas
Actualizado al 29 de mayo de 2022

| Club                     | Div.                | Temporada           | Liga | Liga | Copas Nacionales (1) | Copas Nacionales (1) | Copas Internacionales (2) | Copas Internacionales (2) | Total | Total |
| Club                     | Div.                | Temporada           | PJ   | G    | PJ                   | G                    | PJ                        | G                         | PJ    | G     |
| ------------------------ | ------------------- | ------------------- | ---- | ---- | -------------------- | -------------------- | ------------------------- | ------------------------- | ----- | ----- |
| San Lorenzo Argentina    | 1.ª                 | 2010-11             | 0    | 0    | -                    | -                    | -                         | -                         | 0     | 0     |
| San Lorenzo Argentina    | 1.ª                 | 2011-12             | 0    | 0    | 1                    | 0                    | -                         | -                         | 1     | 0     |
| San Lorenzo Argentina    | 1.ª                 | 2012-13             | 0    | 0    | 0                    | 0                    | -                         | -                         | 0     | 0     |
| San Lorenzo Argentina    | 1.ª                 | 2013-14             | 0    | 0    | 0                    | 0                    | 0                         | 0                         | 0     | 0     |
| San Lorenzo Argentina    | Total               | Total               | 0    | 0    | 1                    | 0                    | 0                         | 0                         | 1     | 0     |
| Comunicaciones Argentina | 3.ª                 | 2014                | 10   | ?    | 0                    | 0                    | 0                         | 0                         | 10    | ?     |
| Comunicaciones Argentina | Total               | Total               | 10   | ?    | 0                    | 0                    | 0                         | 0                         | 10    | ?     |
| Platense Argentina       | 3.ª                 | 2015                | ?    | ?    | 0                    | 0                    | —                         | —                         | ?     | ?     |
| Platense Argentina       | 3.ª                 | 2016                | ?    | ?    | 0                    | 0                    | —                         | —                         | ?     | ?     |
| Platense Argentina       | 3.ª                 | 2016-17             | ?    | ?    | 0                    | 0                    | 0                         | 0                         | ?     | ?     |
| Platense Argentina       | Total               | Total               | 79   | ?    | 0                    | 0                    | 0                         | 0                         | 79    | ?     |
| Mitre Argentina          | 2.ª                 | 2017-18             | 15   | -15  | 1                    | -1                   | —                         | —                         | 16    | -16   |
| Mitre Argentina          | Total               | Total               | 15   | -15  | 1                    | -1                   | 0                         | 0                         | 16    | -16   |
| Talleres (Cba) Argentina | 1.ª                 | 2018-19             | 0    | 0    | 0                    | 0                    | —                         | —                         | 0     | 0     |
| Talleres (Cba) Argentina | 1.ª                 | 2019-20             | 0    | 0    | 0                    | 0                    | —                         | —                         | 0     | 0     |
| Talleres (Cba) Argentina | Total               | Total               | 0    | 0    | 0                    | 0                    | 0                         | 0                         | 0     | 0     |
| Estudiantes Argentina    | 2.ª                 | 2020                | 0    | 0    | 0                    | 0                    | —                         | —                         | 0     | 0     |
| Estudiantes Argentina    | Total               | Total               | 0    | 0    | 0                    | 0                    | 0                         | 0                         | 0     | 0     |
| All Boys Argentina       | 2.ª                 | 2021                | 34   | -31  | 0                    | 0                    | —                         | —                         | 34    | -31   |
| All Boys Argentina       | Total               | Total               | 34   | -31  | 0                    | 0                    | 0                         | 0                         | 34    | -31   |
| Ferro Argentina          | 2.ª                 | 2022                | 0    | 0    | 0                    | 0                    | —                         | —                         | 0     | 0     |
| Ferro Argentina          | Total               | Total               | 0    | 0    | 0                    | 0                    | 0                         | 0                         | 0     | 0     |
| Total en su carrera      | Total en su carrera | Total en su carrera | 138  | ?    | 2                    | -1                   | 0                         | 0                         | 139   | ?     |

## Palmarés
| Título                        | Club                   | País      | Año    |
| ----------------------------- | ---------------------- | --------- | ------ |
| Primera División de Argentina | San Lorenzo de Almagro | Argentina | I-2013 |
| Copa Libertadores             | San Lorenzo de Almagro | Argentina | 2014   |